# ريتشارد ديفيز (شاعر)
ريتشارد ديفيز (بالإنجليزية: Richard Davies)‏ (و. 1833 – 1877 م) هو شاعر ويلزي، توفي في ويلز، عن عمر يناهز 44 عاماً.

## روابط خارجية
- ريتشارد ديفيز على موقع ميوزك برينز (الإنجليزية)
- ريتشارد ديفيز على موقع ديسكوغز (الإنجليزية)